# Elsabeth Meinhard
Elsabeth Meinhard, auch Elisabeth Meinhard (* 29. August 1887 als Elisabeth Krauß; † 1937) war eine deutsche Schriftstellerin.

## Leben
Sie wuchs im oberschwäbischen Munderkingen auf und zog 1912 mit ihrer Familie nach Straßburg, wo sie an der dortigen Universität ein Studium begann. Nach dem Ersten Weltkrieg war sie literarisch recht erfolgreich, vor allem mit ihrem Roman Das Donauhaus, der ab 1918 mehrere Auflagen erlebte und in dem sie autobiografisch die Geschichte ihrer Familie in Munderkingen beschrieb. 1919 und 1920 veröffentlichte sie Gedichte in den Zeitschriften Die Sichel und Romantik. Das folgende Gedicht erschien 1920 in Die Sichel und kann als typisch gelten für Pathos und farbsatte Metapherntrunkenheit mancher Dichterinnen der Zeit, da die erste Zeile als Titel einer Anthologie expressionistischer Lyrikerinnen gewählt wurde:
Die Stimme aus dem Dunkel

In roten Schuhen tanzt die Sonne sich zu Tod am Rand der Nacht.

Die roten Schuhen sind aus meinen gestorbenen Träumen gemacht.

Blaugelbe Tore brechen auf in den dämmerigen Räumen.

Mir ist, als müßt' ich im All meine sehnende Seele verschäumen.

Nur der hat zu leben gewagt, der keine Grenze in sich hat,

Und der gleich selig wohnt in Mensch und Tier und Blatt.

Eine Stimme steht im Dunkel wie ein verschleiertes Licht.

An ihren blauen Knien liegt der Blütenbäume Gesicht.
Sie lebte in Berlin-Wilmersdorf und nach 1934 in Stuttgart.

## Werke
- Zwischen Tag und Dunkel. Gedichte. Eckardt, Leipzig 1914.
- Das Donauhaus. Roman. Runge, Berlin-Lichterfelde 1918.
- Maria. Gedichte. Runge, Berlin-Lichterfelde 1919.
- Aus singendem Herzen. Eine Ehe in Briefen. Runge, Berlin-Lichterfelde 1919.
- Der Spiegel. Wir Verlag, Berlin 1922.
- Der selige Narr. Roman. Runge, Berlin-Lichterfelde 1923.
- Die Mutter. Dichtung. Dresden 1927.